# ST-39
プラガ V-8-H、または、ST-39（1939年型中戦車、チェコスロバキア軍名称 Střední tank vzor 39、ST vz. 39、STvz.39）は、第二次世界大戦前の1936年から1938年にかけて、チェコのČKD（チェスコモラスカー コーベン ダニック、略称：チェーカーデー、チェコダ）社が開発した、中戦車である。
2輌のプロトタイプのみが製造された。

## 概要

### 開発前史
1934年に、チェコスロバキア軍における初期の戦車の分類である、カテゴリーII（軽戦車）を、IIa（騎兵戦車）とIIb（歩兵戦車）に分割することが決定された。
1935年に、ČKD社（≒プラガ社）とシュコダ社の間で、カテゴリーIIa（騎兵戦車）の新型戦車の開発計画のコンペティションが行われ、1935年5月、LTvz.34（P-II）の改良型「P-IIa」（PはPraga＝プラガ社を表す）を提示したČKD社に対し、シュコダ社はヴィッカース 6トン戦車を参考にした新型の「Š-IIa」（ŠはŠkoda＝シュコダ社を表す）を提示し、シュコダ社の「Š-IIa」が「LTvz.35」として制式採用された。

### P-IIbとŠ-IIbの開発
一方、1935年1月に、軍事技術航空機研究所（VTLU）によって、カテゴリーIIb（歩兵戦車）の要件（仕様）が設定され、ČKD社（≒プラガ社）とシュコダ社は、競い合ったが、今回はコンペティションそのものが失敗に終わった。
1935年10月に、ČKD社（≒プラガ社）は陸軍に、新型歩兵戦車の最初の提案と技術的コンセプトを提案し、同年12月にも、再度行った。交渉の末、1936年1月13日に、ČKD社（≒プラガ社）はVTLUと契約を結び、軟鋼製で、武装、光学系、無線機、その他の付属品を一切搭載しない試作車「P-IIb」（PはPraga＝プラガ社を表す）1輌を製作し、4ヶ月以内（1936年5月中旬）に引き渡すことになった。それまで全く準備がされていなかったにもかかわらず、1936年5月末までに、試作車「P-IIb」（車両番号13.636）の最初の運転試験の準備が整い、プラハ近郊のミロヴィツェ試験場の第1戦車連隊に移管された。
一方、1935年1月のVTLUの要件に基づき、同年1月末までに、新型歩兵戦車のシュコダ社の試作車の設計作業が開始された。それは「Š-IIa」の設計と並行して進められ、先行するŠ-IIaの設計は、新型歩兵戦車の試作車の設計にも影響を与え、両設計のサスペンションに改良が加えられた。
1935年9月に、シュコダ社は陸軍への提案書を完成させ、同年11月にシュコダ社と陸軍の間で交渉が行われ、陸軍は比較的満足し、1936年1月13日に、シュコダ社はVTLUと契約を結び、武装、無線機を搭載しない試作車「Š-IIb」1輌が発注され、引き渡し日は1936年1月20日に設定された。実は、試作車は既に製作されており、後はそれを陸軍に引き渡すだけであった。試作車「Š-IIb」（車両番号13.637）は、ミロヴィツェ試験場の第1戦車連隊に移管された。
そして、VTLUの監督下で、P-IIbとŠ-IIbの両試作車の比較試験が行われたが、両車とも陸軍の要求事項を満たさず（実際には、比較的満たしていたが、機械的な問題に悩まされていた）、両車とも試験に不合格となり、陸軍には採用されなかった。その結果、チェコスロバキアがドイツ軍に占領されるまで、陸軍は歩兵戦車を欠いたまま、その役割は、カテゴリーIIaの騎兵戦車、つまり、LTvz.35やLTvz.38が、代わりを務めた。
ČKD社は外国にP-IIbを売却しようとしたが、またしても成功しなかった。シュコダ社は、既に軍から代金を支払われていたので、Š-IIbを外国に売却することもできなかった。
その後、P-IIbとŠ-IIbは、1937年に、ヴィシュコフの搭乗員訓練中隊の訓練車として配属されて使用され、チェコスロバキアがドイツに占領された1939年3月まで、そこに留まった。両車のその後の運命は不明である。
ドイツ占領下におけるP-IIbの写真が残されており、サスペンションや砲塔は最初の物とは異なるタイプで、ドイツ軍が何をしていたのかは、明らかではない。
両車の構成は似ており、P-IIbとŠ-IIbの砲塔は交換可能であった。

### ŠP-IIbの開発
1936年6月30日（7月30日とも）、シュコダ社とČKD社（≒プラガ社）は、「ŠP-IIb 軽歩兵戦車」の共同開発に関する協定を締結した。
ŠP-IIbは、その名が示すように、チェコスロバキアの軍事産業の2つの主要なライバルである、シュコダ社＝ŠとČKD社（≒プラガ社）＝Pの間の協力の試みであった。
1930年代半ば、両社は「カテゴリーIIb」（歩兵戦車）開発計画で失敗に終わり（ČKD社（≒プラガ社）はP-IIb、シュコダ社はŠ-IIb)、その結果、両社は（不本意ながらも）、次の歩兵戦車を設計する試みで、協力することに合意した。陸軍が、そうした協力に反対していなかったため、共同開発計画は開始された。
両社の当初の希望は、試作車が1937年7月に完成することであったが、両社間にはしばしば意見の相違があり、車両の仕様が絶えず変更されていたため、これは楽観的すぎることが判明した。
契約によると、シュコダ社は、砲塔、武装、サスペンション、空気圧式操舵の、ČKD社は、車体、トランスミッション、エンジン、電気機器の、開発を担当することになっていた。最終組み立てはシュコダ社が行うことになっていたが、最終生産は両社で50/50の割合で行われることになっていた。
（ŠP-IIbのその後・・・ŠP-IIbの試作車は1937年末に完成した。陸軍の公式試験は1938年3月5日に開始され、1938年3月24日に終了した。試験中、この車両は700 km以上走行せず、故障やその他の問題に常に悩まされていた。1938年の大半をプルゼニの修理工場で過ごした後、1939年2月に修理されたが、その時点では時代遅れと見なされ、ヴィシュコフの第2装甲車大隊に訓練車両として送られた。ドイツ軍がチェコスロバキアを占領した際も、砲塔の前面装甲と主砲が取り除かれていた。最終的な運命は不明だが、試験のためにクンマースドルフ試験場に移され、その後、スクラップにされた可能性が高い。）

### V-8-HeとŠ-IIcの開発
しかし、その後、間も無く、「ŠP-IIb 軽歩兵戦車」の開発と並行して、両社は各々、開発中の「ŠP-IIb 軽歩兵戦車」をベースにした、独自の中戦車の開発に取り組み始めた（最終的には政府が費用を負担した）。試作名称は、ČKD社は「V-8-He」、シュコダ社は「Š-IIc」（後のT-21 試作中戦車)であった。
「V-8-He」のプロトタイプは1936年10月から開発された。主任設計者は、アレクセイ・ミハリョヴィッチ・スリンとカレル・エクスナーであった。戦車は、遊星ギアボックス、気密加圧内部、ジャイロコンパスなど、多くの高度な技術によって特徴付けられた。プロトタイプは1937年の夏に完成し、その後、工場での運転と技術試験を受けた。5か月の間に、3,900 km以上を走行した。
1937年10月26日、チェコスロバキア国防省は、突撃車両部隊（戦車部隊）用の新しい兵器を購入することを決定した。1937年12月21日に、未武装のプロトタイプは軍の試験の最初の段階を実行するために、ミロビッツェ試験場に送られた。試験は1938年1月4日から5月21日まで行われ、その間、戦車は様々な難易度の地形で4,555 kmを走行した。車両は多くの故障と運用上の欠陥に見舞われたが、それらの内のいくつかだけが深刻な性質のものであった。当初、主にエンジン、操向クラッチ、転輪のゴムタイヤに問題があった。 1938年2月と4月に、プロトタイプは親工場で多くの修正を受けた。その後、車両は試験中に高い動作信頼性を示した。にもかかわらず、突撃車両訓練学校の試験部門の経営陣は、「V-8-He」の使用開始を推奨しなかった。
中戦車の緊急の必要性と、シュコダ社の「Š-IIc」がまだ開発段階にあったため、「V-8-H」を大量生産することが決定された。1938年4月20日、チェコスロバキア陸軍参謀本部は300 輌のV-8-Hを予約発注した。生産はČKD社（95輌）とシュコダ社（205輌）の間で分担され（ČKD社の方が割り当てが少ないのは、当時、同社が、「LT vz. 38」の生産と、外国からの注文で、過負荷であったことによる）、最初の10輌は1939年4月15日までに引き渡された。
1938年5月、陸軍試験部門は、ČKD社が迅速に実装しようとした設計への、多くの(ほとんど些細な)変更に関する推奨事項を発行した。
シュコダ社から供給された戦車砲は、1938年6月に取り付けられ、射撃試験が行われた。初期設計段階であった「V-8-He」は、改修以降は「V-8-H」と呼称される。
主武装は、旋回砲塔に装備された、半自動の「シュコダ A9 47 mm 戦車砲」で、後に改良型である「シュコダ A11 47 mm 戦車砲」に置き換えられた。副武装は、主砲の右側と胴体前面左側に、「ZB vz.37 7.92 mm 重機関銃」が1挺ずつ装備されていた。
車体は、スチールアングルフレームに、厚さ10～32 mmの装甲板（プロトタイプは軟鋼製）をリベット留めまたはねじ留めして製造された。前方に誘導輪（アイドラーホイール）、後方に起動輪（スプロケットホイール）を持つ、後輪駆動方式あった。
1938年9月に動員が発表された後、注文数は400輌に増加した。しかし、1938年10月のミュンヘン会談後、国防省は全注文を撤回した。
プロトタイプの試験は1938年11月17日に完了した。ČKD社は、ČKD社からの輸出の申し出を支援するために、「Střední tank vzor. 39、ST vz. 39」（1939年型中戦車）の名称でV-8-Hを制式装備に含めることを、軍から提案された。引き換えに、軍は戦車の販売価格の5 %を要求した。
1939年3月のドイツ軍によるチェコスロバキアの占領後、「V-8-H」のプロトタイプは14日間の試験のために、アイゼナハに送られた。1939年11月2日、ドイツ軍は、砲塔や武装の無い、2番目のプロトタイプを発注し、「V-8-H II」、または、「V-8-Hz」と名付けた。その車両は、1940年半ばに完成し、クンマースドルフ試験場に送られた。III号戦車との比較試験の上、III号戦車と類似した性能だったため、量産には至らなかった。
オリジナルのV-8-Hのプロトタイプは、ČKD社によって、他の外国のバイヤーに提案された。
1939年5月、V-8-Hはルーマニア軍の代表団によって見られた。1939年の秋、V-8-Hとシュコダ T-21 試作中戦車（Š-IIc）はルーマニアで比較試験を受けた。どちらも試験に成功したが、ルーマニア側はT-21を好んだ。ただし、最終的には購入されなかった。
1941年、V-8-Hがイタリアに提案されたが、この交渉も失敗した。
1941年、スウェーデンの会社スカニア＝ヴァビス（Scania-Vabis）は、V-8-Hのライセンス生産に関心を示したが、1942年、スウェーデン陸軍は、国内企業ランツヴェルクにStrv m/42を発注し、V-8-Hの製造ライセンス購入はキャンセルされた。
他の国（トルコ・中国・ソ連）にも提案されたが、失敗に終わった。V-8-Hのプロトタイプは終戦までČKD工場に残っていたが、終戦直後に廃棄された。